# Li Lu
Li Lu (tradiční čínština: 李錄, * 6. dubna 1966, Tchang-šan) je americký investor, podnikatel a filantrop čínského původu. Je zakladatelem a předsedou společnosti Himalaya Capital Management. Před emigrací do Ameriky byl jedním ze studentských vůdců studentských protestů na náměstí Nebeského klidu v roce 1989. V roce 2021 také spoluzaložil nadaci The Asian American Foundation a je jejím předsedou.

## Životopis

### Raná léta a útěk z Číny
Li Lu se narodil a vyrůstal v čínském městě Tchang-šan během kulturní revoluce. Přežil zemětřesení v Tchang-šanu v roce 1976, které bylo jedním z nejničivějších v historii. V roce 1985 nastoupil na univerzitu v Nankingu, kde studoval fyziku, ale později přestoupil na ekonomii. V roce 1989 se zúčastnil studentských protestů na náměstí Nebeského klidu a stal se jedním ze studentských vůdců. Pomáhal organizovat studenty a účastnil se hladovky. Po potlačení protestů se mu díky operaci Yellowbird povedlo utéct z ČLR a ve 23 letech odešel do New Yorku, protože jeho dědeček získal doktorát na Kolumbijské univerzitě.
V roce 1990 vydal knihu o svých zkušenostech z Číny s názvem Moving the Mountain: Můj život v Číně. Na základě této knihy byl v roce 1994 natočen celovečerní dokumentární film Moving the Mountain v produkci Trudie Stylerové a režii Michaela Apteda, který zkoumal počátky protestů na náměstí Nebeského klidu v roce 1989 a důsledky tohoto hnutí v životě několika studentských vůdců. Kniha vypráví o symbolickém svatebním obřadu 22. května 1989 mezi Li Luem a jeho tehdejší přítelkyní Čao Ming u Památníku hrdinů. Studenti se na svatbě shromáždili, aby manželskému páru poblahopřáli, a zazpívali Svatební pochod, který se postupně změnil v Internacionálu.
Na Kolumbijské univerzitě se Li nejprve zapsal do amerického jazykového programu, aby se naučil anglicky. Poté studoval na School of General Studies a později přestoupil na Columbia College. Nakonec během šesti let nastoupil na vysokou školu, právnickou fakultu a obchodní fakultu. Li Lu byl jedním z prvních v historii Kolumbijské univerzity, kdo získal tři tituly současně: bakalářský titul v oboru ekonomie, magisterský titul a titul doktora práv v roce 1996.

### Podnikatel
Li se nechal inspirovat k investování poté, co v roce 1993 vyslechl přednášku Warrena Buffetta, absolventa Kolumbijské univerzity. Krátce poté začal Li Lu investovat do akcií. V roce 1997 Li Lu založil společnost Himalaya Capital Management, která je známá svým disciplinovaným a hodnotově orientovaným přístupem k investování. V letech 1998 až 2004 řídil hedgeový fond i fond rizikového kapitálu.
Himalaya nyní (2022) spravuje kapitál ve výši téměř 18,5 miliardy dolarů, který investuje do globálních cenných papírů. Od června 2021 je její největší americkou investicí investice do společnosti Micron Technology v hodnotě 1 miliardy USD.

## Uznání
Li Lu byl v roce 2020 zvolen členem Americké akademie umění a věd.
V minulosti získal cenu Johna Jaye na Kolumbijské univerzitě, cenu Raoula Wallenberga za lidská práva od Kongresové nadace pro lidská práva a cenu Reebok za lidská práva.